# Oreste Bordiga
Oreste Bordiga (Novara, 10 ottobre 1852 – Portici, 4 maggio 1931) è stato un agronomo italiano.

## Biografia
Nato a Novara il 10 ottobre 1852 da Carlo e Amalia Adami, nel 1870 si iscriveva alla Scuola Superiore di Agricoltura di Milano dove fu allievo di Gaetano Cantoni.
Conseguita la laurea in Scienze Agrarie, nel 1874 si avviava all'insegnamento di Agraria ed Estimo presso l'Istituto Tecnico della sua città natale. All'insegnamento si aggiungeva anche la nomina a perito estimatore delle Assicurazioni Generali di Venezia.
Nel corso della docenza, adoperando gli strumenti e i concetti appresi durante gli studi milanesi, iniziava a pubblicare, con un certo successo, monografie di interesse agrario. Uno questi lavori, L’agricoltura e gli agricoltori del Novarese,  risultava vincitore di un premio di 500 lire assegnato dalla Giunta parlamentare per l’inchiesta agraria.
Nel 1884, vincitore del concorso di economia agraria bandito dalla Regia Scuola Superiore di Agricoltura di Portici, otteneva la nomina di professore straordinario per i corsi di economia ed estimo rurale e di contabilità agraria. Con l'arrivo a Portici, iniziava il suo impegno a favore dell'agricoltura meridionale di cui divenne grande conoscitore in virtù di un'attenzione rivolta non solo agli aspetti tecnici ma anche a quelli socio-economici.
Nominato professore ordinario nel 1891, dal marzo del 1903 all'agosto del 1906 e, successivamente, dal novembre 1917 all'ottobre del 1920, ricopriva la carica di direttore della "Regia Scuola Superiore di Agricoltura", curando con particolare determinazione e competenza i rapporti tra la Scuola e l'universo agricolo meridionale. Nel biennio 1907-1909 partecipava all'inchiesta parlamentare sulle condizioni dei contadini nelle province meridionali e in Sicilia redigendo la relazione tecnica per la Campania.
Collocato a riposo nel 1927 per raggiunti limiti di età, veniva nominato professore emerito e presidente dell'Osservatorio di Economia rurale per l'Italia meridionale.
Morì a Portici la sera del 4 maggio 1931.

## Opere
- L'agricoltura e gli agricoltori del Novarese, Novara, Tip. della Rivista di Contabilità, 1882, SBN TO00341562.
- Economia rurale : trattato ad uso degli agricoltori, dei proprietarii degli studiosi delle scienze agrarie e delle quistioni attinenti all'agricoltura, Napoli, Riccardo Marghieri, 1888, SBN TO00345020.
- L' assicurazione contro i danni della grandine, Napoli, Tip. Francesco Giannini e Figli, 1890, SBN CUB0126783.
- Trattato delle stime rurali, I, Portici, Stab. tip. Vesuviano, 1891, SBN CUB0126788.
- Trattato delle stime rurali, II, Portici, Stab. tip. Vesuviano, 1893, SBN CUB0126789.
- Le linee generali dell' economia agraria meridionale : stato presente, bisogni e riforme, Portici, Stab. tip. Vesuviano, 1898, SBN LO10732537.
- Sulla coltivazione del riso, Roma, Tip. dell'Unione Cooperativa Ed., 1900, SBN VIA0189698.
- Sullo stato presente della cooperazione agraria italiana e straniera e in particolare del Mezzogiorno d'Italia, Napoli, Cooperativa Tipografica, 1911, SBN IEI0241608.
- Trattato di contabilità ed amministrazione agraria, Napoli, Tip. F. Giannini e Figli, 1912, SBN CUB0126791.
- Il nubifragio del 24 ottobre 1910 nei suoi effetti sulla coltura dell'Isola d'Ischia e della costiera Amalfitana e le stime dei danni relativi, Napoli, Cooperativa tipografica, 1914, SBN BAS0249396.
- La produzione zootecnica meridionale nei suoi rapporti coll'agricoltura e coll'alimentazione, Napoli, Cooperativa Tipografica, 1916, SBN NAP0024504.
- Agricoltura e popolazione nelle provincie della Campania : memoria, Napoli, G. Barca, 1927, SBN IEI0252710.
- Imprese e tentativi di colonizzazione interna nella Campania, Roma, Tipografia del Senato, 1930, SBN RAV0160936.